# Кјахта
Кјахта (рус. Кяхта, бур. Хяагта) град је у азијском делу Руске Федерације, на југу Републике Бурјатије и административни центар Кјахтинског рејона.
Град је 1727. године основао руски дипломата српског порекла Сава Владиславић Рагузински као утврђење под именом Троицкосавск (рус. Троицкосавск). Садашње име носи од 1934. године.
Према проценама националне статистичке службе из 2014. у граду је живело 20.076 становника, док је према подацима са пописа 2010. град имао 20.041 становника.

## Географија
Кјахта је смештена на подручју Сибирског федералног округа, на крајњем југу Републике Бурјатије, у пограничној зони између Руске Федерације и Монголије.
Град се налази на међународном аутопуту А340 који повезује главни град Бурјатије Улан Уде са престоницом Монголије Улан Батором, на око 234 км од Улан Удеа.

## Историја
Године 1727. српски дипломата у служби руског императора Сава Владиславић Рагузински оснива трговачко насеље под именом Троицкосавск. Новоосновано насеље добило је име по цркви која је била посвећена Светом Сави Српском (рус. Троицкая церковь Святого Саввы Сербского), а која се налазила у самом средишту насеља. Насеље се развило из дрвеног четвороугаоног утврђења дужине страница од 100 метара, са два улаза и 4 стражарске куле. У унутрашњости утврђења првобитно су изграђена 32 трговачка свратишта, велики хотел и бројни магацини и амбари за робу. Изградња утврђења које је требало да служи као главна трговачка спона између Кине и Русије завршена је 1728. године, а само утврђење имало је статус „слободе“, трговачког насеља ослобођеног плаћања пореза.
Након потписивања Буринског и Кјахтинског уговора (1727) о разграничењу и трговачким везама између Русије и Кине, Кјахта постаје једним од најважнијих трговачких центара у целој централној Азији. Године 1743. цело насеље добија статус „трговачке слободе“, а 1792. је у Кјахту премештена и царинска испостава из Иркутска.
Троицкосавск 1805. добија административни статус града, а према подацима из 1829. у граду су у 542 домаћинства живела 4.054 становника. Током целог 19. века град је био важно трговачко средиште, а савременици су га често називали „Венецијом пешчаних дина“ због бројних трговачких каравана са камилама из Унутрашње Монголије.
У Кјахти су започињали и завршавали своја истраживања неки од највећих руских географа, путописаца и истраживача централне и северне Азије, Николај Пржеваљски, Петар Козлов, Григориј Потањин, Владимир Обручев и бројни други.
У Кјахти је 25. маја 1915. потписан још један важан међународни уговор између Русије, Кине и Монголије о статусу Унутрашње Монголије. Током Првог светског рата недалеко од насеља је егзистирао сабирни камп за ратне војне заробљенике, кроз који је само током зиме 1915/16. прошло преко 6.700 заробљеника.
Током 1920. и 1921. Кјахта је била центар револуционарних активности Монголске народне партије, и место деловања истакнутих монголских револуционара Дамдина Сухбатора и Хорлогина Чојлбасана.

## Становништво
Према подацима са пописа становништва 2010. у граду су живела 20.024 становника, док је према проценама за 2013. ту живело 19.998 становника.
| 1897. | 1939.  | 1959.  | 1970.  | 1979.  | 1989.  | 2002.  | 2010.  | 2014.  |
| ----- | ------ | ------ | ------ | ------ | ------ | ------ | ------ | ------ |
| 8,800 | 11,153 | 10.327 | 15.316 | 14.990 | 18.307 | 18.400 | 20.024 | 20,076 |

## Галерија фотографија
- Панорама Кјахте
- Успењска црква из 1888.
- Кафе «Слобода»
- Локални историјски и етнографски музеј
- Црква Васкрсења Христовог
- Тржни центар
- Троицки собор